# Chiesa di San Dalmazio (Volterra)
La chiesa di San Dalmazio si trova a Volterra, in provincia di Pisa, diocesi di Volterra.

## Storia e descrizione
Fondata nel 1511 da monache benedettine, presenta una facciata in pietra volterrana attribuita a Bartolomeo Ammannati: è delimitata da due pilastri angolari mentre al centro si apre un elegante portale costituito da paraste quadrangolari scanalate e da un architrave recante la denominazione del complesso.

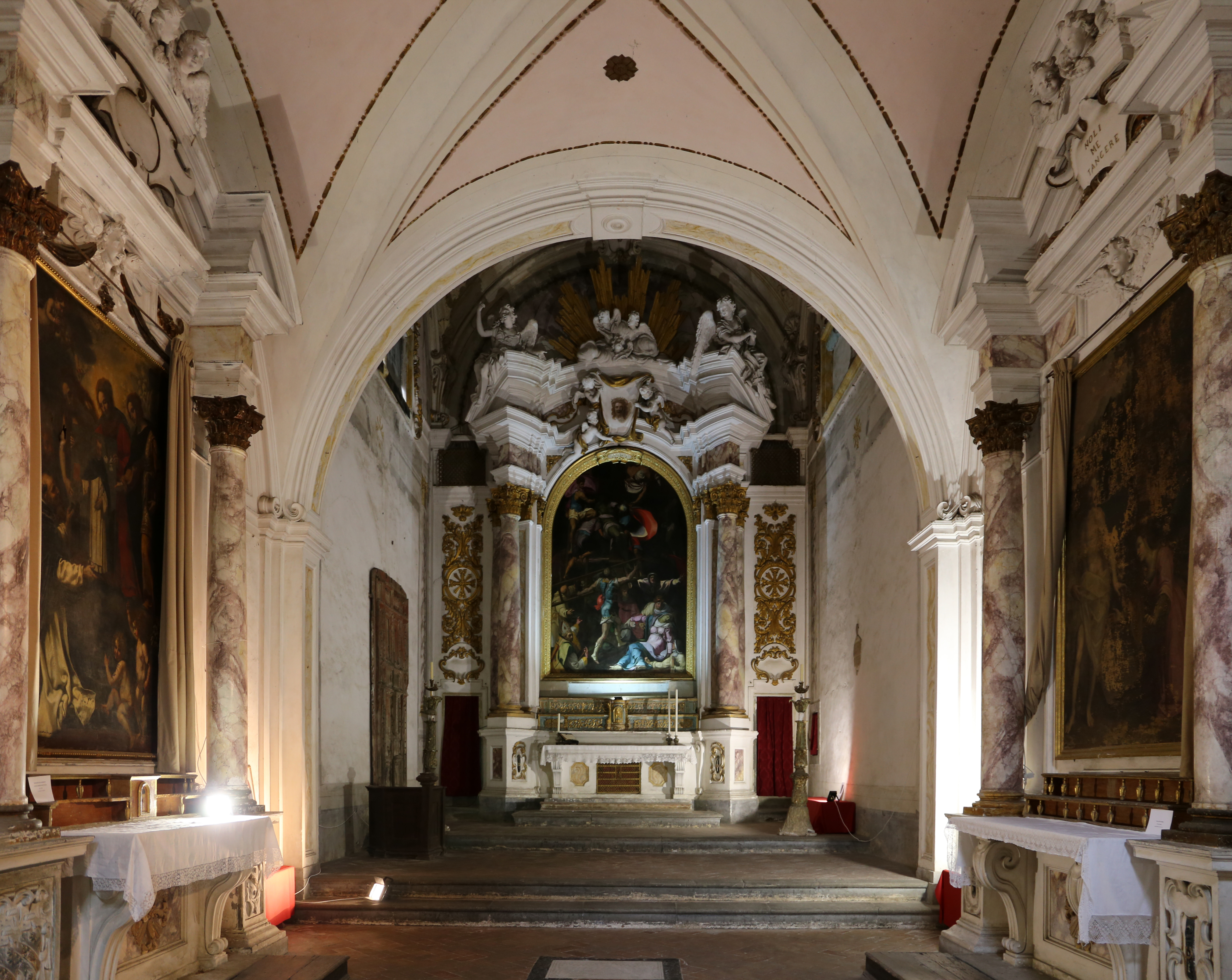
Interno

### Interno
L'interno si presenta nella forma ricevuta nella prima metà del XVIII secolo: navata unica con una sola cappella per lato, presbiterio rialzato e coro delle monache sopra l'aula.
Rivestita di candidi stucchi, con putti che giocano sulle cornici o volano sui timpani o circoscrivono la controfacciata, la chiesa conserva una Deposizione dalla Croce, del volterrano Giovan Paolo Rossetti.
Una fastosa decorazione in stucco e oro circonda l'affresco della cupola con l'Apoteosi di san Dalmazio vescovo di Pedona, opera di Ranieri del Pace del 1709.
Gli stucchi sono attribuiti a Giovanni Martino Portogalli.